# Hemibrycon polyodon
Hemibrycon polyodon är en fiskart som först beskrevs av Günther, 1864.  Hemibrycon polyodon ingår i släktet Hemibrycon och familjen Characidae. Inga underarter finns listade i Catalogue of Life.